# Хасбайя
Хасбайя (حاصبيا) — южноливанский город у подножья горы Хермон.
В городе родился Фарис аль-Хури — двукратный премьер-министр Сирии (14 октября 1944 — 1 октября 1945 года и 3 ноября 1954 — 13 февраля 1955 года).